# Fiume Veneto
Fiume Veneto (furlansko Vile di Flum oz. Vildiflum) je mesto in občina v Pokrajini Pordenone, v zgodovinski regiji Furlaniji. Leži v italijanski deželi Furlanija - Julijska krajina, na severovzhodu Italije. Ima 11.795 prebivalcev.

## Naselja
V občini je več naselij. Imena naselij v italijanščini in furlanščini:
- Bannia
- Cimpello / Cimpel
- Pescincanna / Pessincjane
- Praturlone